# Permutációsan invariáns kvantumállapot-tomográfia
Permutációsan invariáns kvantumállapot-tomográfia (PI kvantumállapot-tomográfia) egy olyan módszer, amely meghatározza egy sok részrendszerből álló kvantumrendszer állapotának egy részét. 
Általánosságban, az {\displaystyle N} részrendszerből álló rendszer állapotának leírásához szükséges paraméterek száma exponenciálisan nő {\displaystyle N}-nel. Például, {\displaystyle N}-kvantumbit vagy qubit esetén {\displaystyle 2^{(N+1)}-2} valós paraméter szükséges egy tiszta kvantumállapot állapotvektorának leírásához, illetve {\displaystyle 2^{2N}-1} valós paraméter szükséges a rendszer sűrűségmátrixához. A kvantumállapot-tomográfia egy olyan módszer, amely ezeket a paramétereket határozza meg sok mérésből, amelyet a rendszer sok példányán végeznek. Az elmondottak alapján, az ehhez szükséges mérések száma exponenciálisan nő a részecskék vagy qubitek számával.  
Nagy rendszerek estén, az egész kvantumállapotot már nem lehet meghatározni, ezért olyan módszerekre van szükség, amelyek az összes paraméter egy részét határozzak csak meg, amely még mindig tartalmaz hasznos információkat. A permutációsan invariáns kvantumállapot-tomográfia egy ilyen módszer, amely {\displaystyle \varrho _{\rm {PI}}}-t,  a sűrűségmátrix permutációsan invariáns részét határozza meg. A {\displaystyle \varrho _{\rm {PI}}} leírásához szükséges független valós paraméterek száma  {\displaystyle N} qubit esetén {\displaystyle \sim N^{3}.} Ezek meghatározásához {\displaystyle \sim N^{2}} helyi mérési beállítás (local measurement setting) szükséges. Ezért a permutációsan invariáns kvantumállapot-tomográfia használható még nagy {\displaystyle N} estén is.

## Fordítás
- Ez a szócikk részben vagy egészben  a   Permutationally invariant quantum state tomography című angol Wikipédia-szócikk fordításán alapul.  Az eredeti cikk szerkesztőit annak laptörténete sorolja fel. Ez a jelzés csupán a megfogalmazás eredetét és a szerzői jogokat jelzi, nem szolgál a cikkben szereplő információk forrásmegjelöléseként.